# گروه ابراج
گروه ابراج (انگلیسی: The Abraaj Group) یک 
موسسه سرمایه‌گذاری خصوصی بود که در سال ۲۰۱۸ به اتهام کلاهبرداری منحل شد. این شرکت در سال ۲۰۰۲ توسط عارف نقوی در دبی تاسیس شد و در زمان انحلال دارای ۱۳.۶ میلیارد دلار سرمایه بود.